# Acacia esculenta
Acacia esculenta é uma espécie de leguminosa do gênero Acacia, pertencente à família Fabaceae.